# Imprimatur
Un Imprimatur és una declaració oficial per la jerarquia de l'Església catòlica que una obra literària o similar és lliure d'error en matèria de doctrina i moral catòlica, i s'autoritza per tant la seva lectura pels fidels catòlics.
El imprimatur pot consistir en fins a tres segells aprovatoris, cadascun signat i datat:
- Imprimi potest (en llatí, “pot imprimir-se”). Si l'obra ho és d'un membre d'un orde religiós, aquest segell indica que l'escrit ha estat examinat i aprovat pel superior major o cap de l'ordre (o algú degudament nomenat per ell a aquest efecte).
- Nihil obstat (en llatí, “gens s'oposa”). Aquest segell indica que l'obra ha estat escodrinyada i aprovada pel censor de la diòcesi sense trobar en ella cap error doctrinal o moral. El censor sol ser un sacerdot educat, nomenat pel bisbe. La seva tasca implica la interacció amb l'autor fins a assegurar-se que aquest hagi corregit la seva obra d'acord amb les indicacions rebudes. Els autors poden triar sotmetre la seva obra al bisbe de la diòcesi on resideixen, en lloc del d'aquella on es pretén donar-la a la impremta.
- Imprimatur (en llatí, “imprimeixi's”). Aquest segell final indica que l'obra ha estat aprovada per a la seva impressió pel bisbe de la diòcesi o una altra autoritat eclesiàstica.